# Irak na Letnich Igrzyskach Olimpijskich 2000
Irak na Letnich Igrzyskach Olimpijskich 2000 odbywających się w Sydney reprezentowało czworo zawodników.

## Występy reprezentantów Iraku

### Lekkoatletyka
Mężczyźni 5000m
- Shihab Houna Murad Murad
  - Runda 1 - 14:49.40 (Nie awansował dalej)

 Kobiety 5000m
- Maysa Hussein Matrood
  - Runda 1 - 17:17.58 (Nie awansowała dalej)

### Pływanie
Mężczyźni 50m w stylu dowolnym
- Muhammad Ahmed
  - Eliminacje - 25.84 (Nie awansował dalej)

 Kobiety 50m w stylu dowolnym 
- Noor Haki
  - Eliminacje - 35.51 (Nie awansowała dalej)